# Devon Sawa
Devon Edward Sawa (ur. 7 września 1978 w Vancouver) – kanadyjski aktor pochodzenia polskiego.

## Życiorys
Urodził się w Vancouver w Kolumbii Brytyjskiej jako syn Kanadyjki Joyce, koordynatorki produkcji, i Polaka Edwarda Sawy, mechanika. Ma starszego brata Brandona i starszą siostrę Stephanie. 
Po kilku latach pracy w teatrze w Vancouver, przeprowadził się do Los Angeles, aby kontynuować karierę aktorską. Jego przełomową rolą był tytułowy bohater Casper McFadden z filmu Kacper (1995). Potem wystąpił w kilku horrorach, w tym Zręczne ręce (1999) i Oszukać przeznaczenie (2000), a także zagrał postać Stana w teledysku do piosenki Eminema „Stan” (2000). Był również na okładkach magazynów dla nastolatków takich jak „Bravo” (wrzesień 1996), „TV Hits” (październik 1996, październik 1997), „Teen Beat” (1997), „Bop” (styczeń 1997), „Teen” (luty 1997), „Star” (wrzesień 1997), „YM” (marzec 1998) i „Regard” (luty 2013).
20 maja 2013 ożenił się z kanadyjską producentką Dawni Sahanovitch. Mają dwoje dzieci: syna Hudsona (ur. 2014) i córkę Scarlett Heleenę (ur. 2016).

## Filmografia

### Filmy
- 1994: Gigancik (Little Giants) jako Junior Floyd
- 1995: Kacper jako Casper McFadden
- 1995: Koniec niewinności (Now and Then) jako Scott Wormer
- 1996: Nocne tornado (Night of the Twisters) jako Danny Hatch
- |1997: Klub (The Boys Club) jako Eric
- 1997: Dzika Ameryka (Wild America) jako Mark Stouffer
- 1998: Dylemat (A Cool, Dry Place) jako Noah Ward
- 1998: Punki z Salt Lake City (SLC Punk!) jako Sean
- 1998: W kręgu ognia (Around the Fire) jako Simon Harris
- 1999: Zręczne ręce (Idle Hands) jako Anton Tobias
- 2000: Oszukać przeznaczenie (Final Destination) jako Alex Browning
- 2000: Winny (The Guilty) jako Nathan Corrigan
- 2002: Luzacy (Slackers) jako Dave Goodman
- 2002: Extremiści (Extreme Ops) jako Will
- 2005:  Ekstremalne randki (Extreme Dating) jako Daniel Roenick
- 2005: Ryzykant (Shooting Gallery) jako Paul Pawn
- 2006: Jaskinia diabła (The Devil's Den) jako Quinn
- 2009: Creature of Darkness jako  Andrew
- 2010: Random Walk (film krótkometrażowy)
- 2012: Bestia w ringu (The Philly Kid) jako Jake
- 2015: Burza (Life on the Line) jako Duncan
- 2016: Punk's Dead: SLC Punk 2 jako Sean
- 2019: Escape Plan: The Extractors jako Lester Clark Jr.
- 2019: The Fanatic jako Hunter Dunbar

### Seriale TV
- 1995–1996: Action Man - głos
- 2010: Agenci NCIS: Los Angeles jako Matt Bernhart
- 2010–2013: Nikita jako Owen Elliot / Sam Matthews
- 2017: Gdzieś pomiędzy jako Nico Jackson
- 2018: Hawaii Five-0 jako Brad Woodward

## Nagrody i nominacje
| Rok  | Nagroda                         | Kategoria                                            | Film                                        | Rezultat  |
| ---- | ------------------------------- | ---------------------------------------------------- | ------------------------------------------- | --------- |
| 1997 | Nagrody Młodych Artystów        | Najlepszy występ w filmie telewizyjnym / miniserialu | Nocne tornado (Night of the Twisters, 1996) | Nominacja |
| 2000 | Saturn                          | Najlepszy młody aktor / aktorka                      | Zręczne ręce (1999)                         | Nominacja |
| 2001 | Blockbuster Entertainment Award | Ulubiony aktor z horroru                             | Oszukać przeznaczenie (2000)                | Nominacja |
| 2001 | Saturn                          | Najlepszy młody aktor / aktorka                      | Oszukać przeznaczenie (2000)                | Wygrana   |